# Olly Murs
Oliver Stanley "Olly" Murs, född 14 maj  1984 i Witham i Essex, är en brittisk sångare, låtskrivare och programledare som började sin karriär i tv-programmet The X Factor. Han har skivkontrakt med Epic Records och Syco Music. 
I augusti 2010 släpptes hans första singel, "Please Don't Let Me Go", som toppade den engelska singellistan. Murs andra singel, "Thinking of Me", hamnade på en fjärdeplats. Två andra singlar nådde förstaplatsen, "Heart Skips a Beat" och "Dance with Me Tonight".
I november 2010 kom debutalbumet, Olly Murs, som såldes i över 600 000 exemplar och belönades med dubbla platinaskivor. I november 2011 kom hans andra album, In Case You Didn't Know, som även det placerade sig i topp på albumlistan.

## Biografi
Murs föddes i Witnam i Essex, han utbildades först vid Howbridge Junior School och sedan Notley High School där han också spelade i skolans fotbollslag. Han spelade i Soccer Aid för välgörenhet 2010 och 2012.

## Musikkarriär

### 2009–2010:X-factor
Murs sökte till The X Factor 2009 med Stevie Wonder-låten "Superstition". Under TV-seriens gång sjöng han "She's the One" (Robbie Williams), "A Fool in Love" (Ike & Tina Turner), "Bewitched" Michael Bublé, "Come Together" (The Beatles), "Twist and Shout" (The Isley Brothers), "Don't Stop Me Now" (Queen) och "Fastlove" (George Michael).
Den vecka han framförde "Fastlove" hamnade han bland de sämsta två tillsammans med Jedward, men gick till semifinal efter att domarna röstat bort Jedward. Under semifinalen sjöng han "Can You Feel It" (The Jacksons) och "We Can Work It Out" (The Beatles) och han gick vidare till final.
Under finalen sjöng han "Superstition" av Stevie Wonder igen och efter det "Angels", en duett med Robbie Williams och slutligen "Fool in Love". Murs röstades fram som en av två kvarvarande finalister. Därefter sjöng han "Twist and Shout" och "The Climb" (Miley Cyrus). Murs slutade tvåa i X Factor 2009. Efter finalen av X Factor turnerade han runt i England och Irland under X Factor-turnén.
År 2010 släppte han sitt första album Olly Murs och har sedan dess turnerat runt om i England, USA och Europa. 2011 släppte han sitt andra egna album In Case You Didn't Know där du kan hitta hitlåtar som "Heart Skips a Beat" och "Dance with Me Tonight" som toppade listorna. Hösten 2012 var han tillbaka igen med albumet Right Place, Right Time då han kände att han just nu befinner sig just där. Han är mer populär än någonsin förut. Han gör konserter och intervjuer non-stop och håller just nu på med sin turné för sitt senaste album. Han har avverkat England och har nyligen påbörjat i USA (2013-05-05) I sommar jobbar han dessutom åter igen tillsammans med Robbie Williams som "gästartist" på hans stora världsturnering.